# Giovanni Rasori
(Stendhal, parlando di Rasori, in una lettera del 14 aprile 1818)
Giovanni Rasori (Parma, 20 agosto 1766 – Milano, 12 aprile 1837) è stato un patologo, traduttore e patriota italiano.

## Biografia

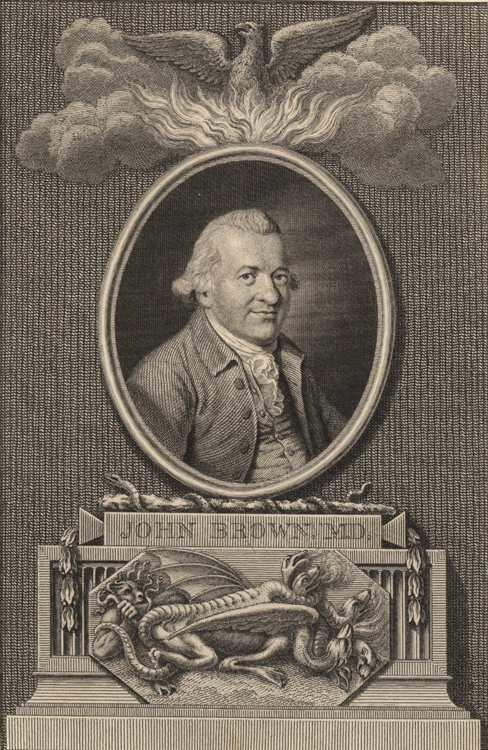
Il medico scozzese John Brown

Figlio del direttore della farmacia dell'ospedale di Parma, inizia a studiare nell'ateneo di quella città con risultati talmente brillanti da meritare l'interessamento del duca di Parma Ferdinando di Borbone che gli consentirà di completare gli studi nelle Università di Firenze, Pavia, Londra e Parigi, dove rimane affascinato dal clima illuminista e prerivoluzionario dell'epoca.
Laureatosi in medicina e filosofia, sotto la guida di Lazzaro Spallanzani, legandosi inoltre a Vincenzo Malacarne e a Johann Peter Frank, ebbe subitanea fama dedicandosi a tradurre le opere del medico scozzese John Brown. La sua carriera è fulminea: ben presto diviene rettore del prestigioso Collegio Ghislieri, per essere poi nominato professore di patologia medica presso l'Università degli Studi di Pavia nel 1795, nonché rettore del medesimo ateneo nel 1797, a soli 31 anni.
Fortemente contrario alla dominazione austriaca, si arruola volontariamente nell'esercito cisalpino e, dopo la battaglia di Marengo, si trasferisce a Milano dove diviene protomedico della Repubblica Cisalpina e, in seguito, di quella Italiana.
In tale veste viene inviato a Genova per decidere e coordinare le operazioni sanitarie necessarie a debellare l'epidemia di febbre intestinale che aveva colpito la città, in seguito al prolungato e congiunto assedio da parte delle truppe austriache e della marina inglese.
Dal 1806 insegnò clinica medica presso l'Ospedale Maggiore di Milano. Dopo la restaurazione, il 26 novembre 1814, Rasori viene arrestato mentre partecipa ad una riunione di cospiratori antiaustriaci, meglio conosciuta come la "Congiura militare bresciano-milanese". Condannato al carcere, verrà liberato nel 1818, senza però riottenere alcun incarico d'insegnamento.
Rasori dedicherà l'ultimo suo ventennio d'esistenza allo studio e all'esercizio della professione medica nella città di Milano, dove muore nel 1837.

## Attività scientifica

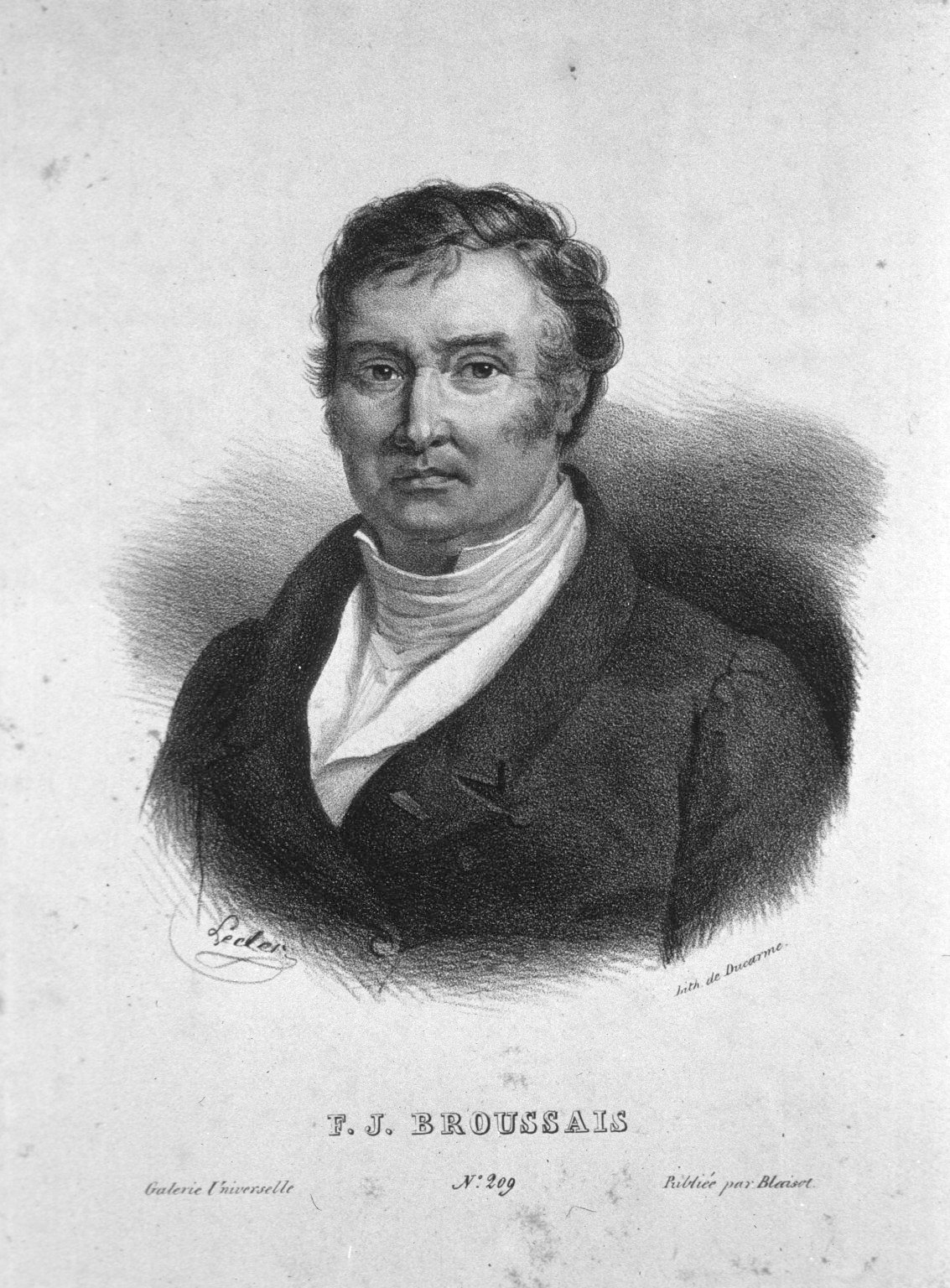
Il medico francese François Broussais

Oltre alle giovanili traduzioni di Brown, le sue opere scientifico-letterarie sono indirizzate verso un nuovo tipo di medicina che, nell'ispirarsi alle teorie illuministe, si allontana dai tradizionali fondamenti ippocratici, a cui restò invece fedele il compagno delle sue battaglie politiche Pietro Moscati.
Resta nella storia della medicina la sua teoria dei controstimoli, al tempo molto discussa e conosciuta come rasorismo, che sarà la base fondante della dottrina fisiologica del medico francese François Broussais.
Sorta da una profonda revisione della dottrina di John Brown sull'insorgenza delle diatesi, cioè delle risposte insufficienti agli stimoli esterni da parte dell'organismo, essa attribuisce l'insorgenza delle malattie a un eccesso di reattività da parte della materia vivente, da riequilibrare o neutralizzare pertanto in senso opposto.
Secondo Rasori, i controstimoli sono degli elementi attivi presenti nell'organismo, la cui azione, antagonista a quella degli stimoli, diminuirebbe l'eccitabilità, ossia l'infiammazione. Lo squilibrio tra stimoli e controstimoli sarebbe quindi il fattore patogeno principale.
Tra i rimedi da lui usati come controstimolanti vi furono il tartaro stibiato, la digitale, la gomma gutta, oltre al salasso, allora ancora molto in uso nella medicina.
La sua opera, proseguita da alcuni seguaci come Siro Borda, Valeriano Luigi Brera, Giacomo Tommasini, contribuì a formare il contesto della cosiddetta «medicina romantica», caratterizzata da pensiero libero e innovativo, con apporti filosofici e vitalistici, inserendosi inoltre nel proposito risorgimentale di costruire una cultura nazionale anche in campo scientifico.

## Riconoscimenti
A Milano gli è intitolata una via nei pressi di piazza della Conciliazione, a Parma un viale dell'Oltretorrente trasversale di viale dei Mille. Prende il suo nome anche il "Padiglione Rasori" dell'Ospedale Maggiore di Parma, sede del reparto di pneumologia.
A Genova gli è intitolata una via nel popolare quartiere della Certosa.